# Разящий (миноносец)
«Разя́щий» — миноносец типа «Сокол».

## Постройка и служба
Заложен в 1900 году на Ижорском заводе в Санкт-Петербурге. Перевезён в Порт-Артур, где принят в казну 30 сентября 1903 года.
Во время обороны Порт-Артура входил в состав 2-го отряда истребителей. За первый месяц войны совершил 12 выходов в море и неоднократно участвовал в охране внешнего рейда. В начале войны выходил в море под брейд-вымпелом начальника отряда миноносцев.
11 февраля 1904 года под огнём японских кораблей совместно с миноносцем «Расторопный» прорвался из Голубиной бухты в Порт-Артур. 2 июня снял с камней и сопроводил в Порт-Артур минный катер с броненосца «Победа». С 13 июня принимал участие в обстреле японских сухопутных позиций и тралении внешнего рейда. Был приспособлен для постановки двух мин и принимал участие в нескольких минных постановках.
11 августа во время траления и охраны тралящего каравана «Разящий» отклонился от курса для расстрела замеченных плавающих мин и подорвался сам, причем взрыв надломил корпус корабля примерно посередине, находившихся на палубе моряков сбросило за борт. Взрывом было убито три человека, еще 12 ранено. Вышедший на помощь миноносец «Выносливый» также наткнулся на мину и моментально затонул. Оставшийся на плаву «Разящий» был взят на буксир «Расторопным» и введен в гавань.
В ночь перед сдачей крепости, 20 декабря, миноносец был подорван с помощью боевых частей мин Уайтхеда во избежание использования его японцами. После войны корпус миноносца был сдан на слом.

## Офицеры миноносца
- Командиры[1]:
  - 01.09.1903-07.02.1904 — капитан 2-го ранга Симонов, Павел Виссарионович;
  - 07.02.1904-18.03.1904 — лейтенант Колюбакин, Владимир Владимирович;
  - 18.03.1904-07.09.1904 — лейтенант Тырков, Владимир Дмитриевич;
  - 07.09.1904-20.12.1904 — лейтенант Смирнов, Александр Иванович.
- Вахтенный начальник:
  - до 07.02.1904 — мичман Саблин, Николай Васильевич.
- Судовой механик:
  - Помощник старшего инженер-механика П. Ф. Лавров.